# Franz Müntefering

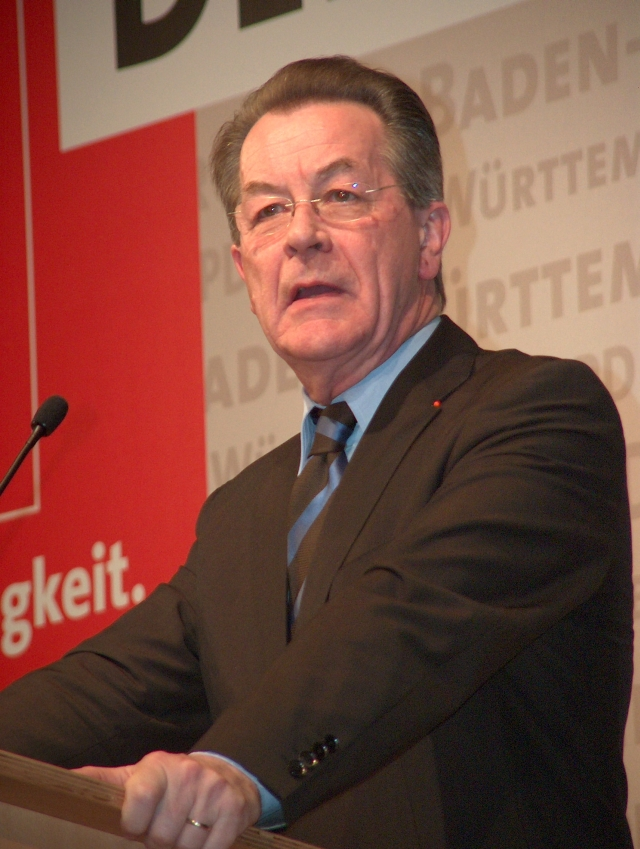
Vicekansler Müntefering talar på ”politisk askonsdag” den 1 mars 2006 i Neckarsulm

Franz Müntefering, född 16 januari 1940 i Neheim-Hüsten, Arnsberg, Nordrhein-Westfalen, Tyskland, är en politiker. Han var partiordförande för SPD 2004–2005 och 2008–2009 och vice förbundskansler och arbetslivsminister från 22 november 2005 till 21 november 2007.
Han har en lång karriär inom SPD bakom sig och tog över som partiordförande efter Gerhard Schröder för att denne skulle kunna koncentrera sig på posten som förbundskansler. En alltmer stigande kritik inom det egna partiet gentemot Schröder spelade säkert även det en roll i hans övertagande av rollen som partiordförande.
I förhandlingarna om en stor koalition med CDU och CSU efter förbundsdagsvalet 2005 spelade Müntefering en central roll. Han blev den 22 november 2005 vice förbundskansler (vicekansler) och arbetslivsminister i Merkels första regering. Dock avgick han några veckor tidigare från posten som SPD:s partiordförande i protest mot att hans kandidat till posten som partisekreterare inte fick partistyrelsens stöd. Efter två år i regeringen meddelade Münteferings talesman den 13 november 2007 att vicekanslern skulle avgå senare under månaden. Detta beslut sades helt och hållet vara av familjeskäl. Senare samma dag sade Müntefering att han skulle lämna befattningarna i regeringen den 21 november på grund av hustruns cancersjukdom. När han avgick den 21 november 2007 ersattes han som vicekansler av Frank-Walter Steinmeier och som arbetsmarknadsminister av  Olaf Scholz, som båda var SPD-medlemmar.
Münteferings fru Ankepetra avled den 31 juli 2008. Efter hennes frånfälle bestämde Müntefering sig för att återvända till politiken. Den 7 september 2008 avgick Kurt Beck som partiordförande och Müntefering kom att efterträda honom på posten; han valdes till SPD:s partiordförande på en extra partikongress den 18 oktober 2008.
Efter SPD:s dåliga valresultat på hösten 2009 avgick Müntefering som partiledare. Han efterträddes av Sigmar Gabriel.